# طبقه کارگر

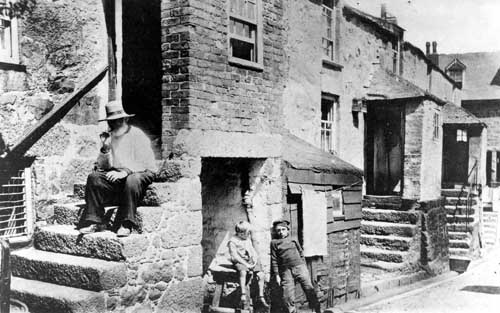
زندگی طبقه کارگر در دوره ویکتوریا، یورکشایر بریتانیا

طبقهٔ کارگر یک طبقه اجتماعی است که از افرادی تشکیل می‌شود که در پیشه‌هایی کار می‌کنند که نیاز به نیروی بدنی و کار دستی دارد. طبقه کارگر را بر پایه سطح مهارت تقسیم‌بندی می‌کنند.
طبقه کارگر بالا، شامل کارگران ماهر و متخصص، که اعضایش از دید درآمد، شرایط کار و تأمین شغلی بر دیگر کارگران برتری دارند. اگر چه برخی مهارت‌ها در جریان اتوماسیون و پیشرفت‌های فناوری اهمیت خود را از دست داده‌است؛ شرایط اقتصادی کارگران ماهر بیش از دیگر کارگران است. کارگران ماهر، معمولاً از ثبات شغلی برخوردارند و دوره بیکاری آن‌ها کوتاه‌تر است.
طبقه کارگر پایین از افرادی تشکیل شده که در مشاغل غیرماهر و نیمه‌ماهر، که به آموزش اندکی نیاز دارد، اشتغال دارند. تأمین شغلی در بیشتر این مشاغل کمتر از مشاغلی است که نیاز به مهارت دارند. این کارگران معمولاً از ثبات شغلی برخوردار نیستند و طول مدت بیکاری آن‌ها بیشتر است.
مشاغل طبقه کارگر از لحاظ تمام‌وقت یا پاره‌وقت بودن و میزان تأمین شغلی که کارگران از آن برخوردارند؛ فرق می‌کنند. بخش‌ها و حوزه‌های مرکزی قسمت‌هایی هستند که کارگران در آن‌ها به مشاغل تمام‌وقت اشتغال دارند، درآمد نسبتاً بالا کسب می‌کنند و از تأمین شغلی درازمدت برخوردارند. بخش‌های پیرامونی، بخش‌هایی هستند که در آن‌جا تأمین شغلی وجود ندارد، دستمزدها پایین است، و نسبت کارگران پاره‌وقت زیاد است. کارگران ماهر، و بخشی از کارگران نیمه‌ماهر و غیرماهر در بخش‌های مرکزی فراوان‌تر هستند که اغلب در اتحادیه‌های کارگری نیز متشکل گردیده‌اند. بقیه کارگران در بخش‌های پیرامونی راه می‌یابند، که در آن‌جا سطح تشکل در اتحادیه‌ها نیز پایین است.
خط فاصل عمده‌ای در درون طبقه کارگر بین اکثریت قومی و اقلیت‌های محروم که یک طبقه زیرین را تشکیل می‌دهند وجود دارد. اعضای طبقه زیرین؛ شرایط کار و سطح زندگی آشکارا پایین‌تری نسبت به اکثریت جمعیت دارند. اکثر اعضای طبقه زیرین؛ کارگرانی هستند که مدت طولانی بی‌کارند یا به‌طور متناوب شاغل و بیکار می‌شوند. در بریتانیا؛ سیاهان و آسیایی‌ها معمولاً در طبقه زیرین قرار دارند. در بعضی کشورهای اروپایی، کارگران مهاجری که بیست سال پیش در دوران رونق اقتصادی کار می‌کردند؛ اکنون قسمت بزرگی از این بخش طبقه کارگر را تشکیل می‌دهند.